# Аксаур
Аксаур — село в Инзенском районе Ульяновской области, входит в состав Валгусского сельского поселения.

## География
Расположено в 7 км до центра поселения Валгуссы, в 28 км до райцентра Инза и в 152 км до областного центра Ульяновск. Село находится при речке Аксаурка (в прошлом — р. Потьма).

## Название
Тюркское «ак» — «белый», «саур» — «округлая вершина горы». Отсюда Аксаур — «Белая гора».
Но изначально, до 1929 года, село носило название Касаур (Ксарская Слобода, Касарская Слобода, Архангельское Касаур тож, Кассаур). Слово «ксарская» по фонетическим признакам схоже со словом «царская» («царь» происходит от лат. «caesar»), возможно, отсюда и закрепилось такое название поселения, определяющее принадлежность местных служилых людей.

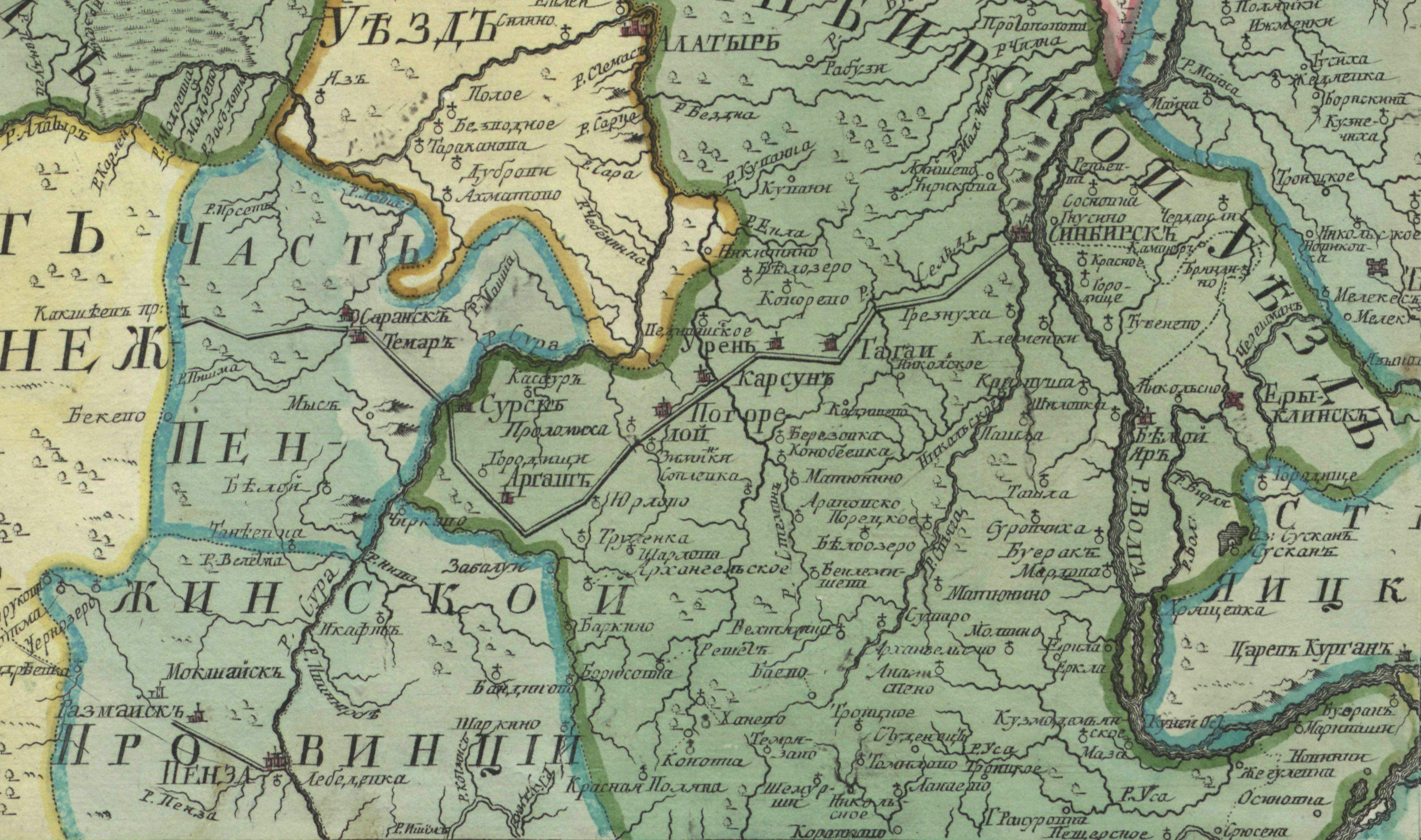
Фрагмент карты 1745 г.: Симбирская черта. (На карте отмечено село Кассаур).

Слобода — вид поселения, жители которого имели освобождение («свободу») от местных помещиков и находились на службе у государства, то есть были служилыми людьми. В 1708 году, когда Карсунско-Симбирская черта была ликвидирована, то приставка «Слобода» была убрана, как и в других населённых пунктах, а служивые люди получили статус пахотных солдат.

## История
Основано в 1647 году, как опорный пункт Карсунско-Симбирской черты и называлось Ксарская Слобода.
В 1688 году в Ксарской Слободе была построена часовня.
В 1704 году в слободе была построена церковь во имя Михаила Архангела.
В 1708 году, при административно-территориального деления Петра I, село Касаур вошёл в состав Симбирского уезда Казанской губернии.
В 1754 году в селе Аксаур (Кассаур) вновь прихожанами был построен деревянный храм, а в 1874 году перестроен заново и перенесён на новое место. Престолов в нём два: главный (холодный) — в честь Рождества Христова и в приделе (тёплый) — во имя Архистратига Божия Михаила.
В 1780 году село Касаур, при речке Потме, пахотных солдат, — в Карсунском уезде Симбирского наместничества.
На 1808 год село называлось Архангельское Касаур тож.
В 1859 году село Касаур (Аксауры) во 2-м стане Карсунском уезде Симбирская губерния.
В 1861 году была открыта земская школа.
В 1918 году в селе Кассаур (Аксаур) был основан сельсовет.
На 1924 год в Кассаурский с/с входили: с. Кассаур (Аксаур), Артель Звезда, д. Мамырово, д. Налитово.
В 1930 году за селом закрепилось нынешнее название Аксаур, которое было административным центром Аксаурского с/с, в который входили: п. Звезда, д. Мамырово.
В 2021 году началась реконструкция турбазы у села Аксаур.

## Население
- На 1780 год в селе жило: 321 ревизская душа[4];
- На 1859 год в селе, в 163 дворах жило: 610 мужчин и 691 женщина[5];
- В 1900 году в селе Аксаур (Кассаур) в 203 дворах жило: 740 м и 765 ж.[8];
- В 1913 году в Касаур 368 дворов: 1160 мужчин и 1004 женщины[13].
- На 1924 год в селе Кассауре в 357 дворах жило: 1794 человека, имелась школа 1-й ступени[10].
- На 1930 год в селе Аксаур в 361 дворе жило 1830 человек[11].
- На 2010 год — 164 человека.
- На 2016 год в селе проживало 153 человека, преимущественно русские[3] .

## Известные уроженцы
- Родина художника-авиатора Георгия Петровича Кадина (1887—1931). Написал картины «Бой над Кронштадтом», «Ночь под облаками», «Великий перелёт» и другие[3][14][15][16].

## Достопримечательности
В селе имеется памятник землякам, погибшим в годы Великой Отечественной войны (1981). Автор памятника — архитектор И. Г. Кадина, дочь художника Г. П. Кадина.